# Racimierz (Legnickie Pole)
Racimierz (niem. Raischmannsdorf) – część wsi Legnickie Pole w Polsce, położona w województwie dolnośląskim, w powiecie legnickim, w gminie Legnickie Pole.
Rozpościera się na południe od centrum wsi, wzdłuż ulicy Książąt Śląskich.

## Historia
W kronice łacińskiej Liber fundationis episcopatus Vratislaviensis (pol. Księga uposażeń biskupstwa wrocławskiego), spisanej za czasów biskupa Henryka z Wierzbna w latach 1295–1305, wymieniona jest część Legnickiego Pola, Racimierz, pochodząca od staropolskiego imienia męskiego Racimir, zanotowana w zlatynizowanej formie Rathimiri villa. 
Od 1945 w Polsce, gdzie ustanowił gromadę w gminie Legnickie Pole w powiecie legnickim w województwie wrocławskim. W związku z reformą administracyjną kraju jesienią 1954 Racimierz wszedł w skład nowo utworzonej gromady Legnickie Pole. Równocześnie odłączono od Racimierza przysiółek Strachowice. .
W latach 1975–1998 miejscowość położona była w województwie legnickim.